# TAI TF Kaan
Le TAI TF-X Kaan est un projet d'avion de chasse de cinquième génération développé par Turkish Aerospaces Industries (TAI). Il est prévu pour remplacer la flotte vieillissante des avions F-4E Phantom actuellement en service au sein de l'armée de l'Air turque et être exporté vers des pays étrangers. Le vol inaugural du TAI TF-X Kaan a été réalisé le 21 février 2024, en avance d'un an sur le calendrier initial,.

## Historique

### Processus de développement
Le 15 décembre 2010, le Comité exécutif de l'industrie de la défense turque (SSIK) a décidé de concevoir, développer et fabriquer un chasseur national de supériorité aérienne de nouvelle génération qui remplacerait la flotte turque de F-16 et volerait avec d'autres comme le F-35 .
En 2011, le sous-secrétariat aux industries de la défense (SSM) turc, désormais connu sous le nom de présidence des industries de la défense (SSB), l'agence d'approvisionnement des forces armées turques, a signé un accord avec TAI pour le développement conceptuel des capacités de base. TAI et TUSAŞ Engine Industries (TEI) dirigeraient les processus de conception, d'entrée et de développement de l'avion de chasse. Les études révéleraient le coût du chasseur, tout en examinant quels systèmes mécaniques et électroniques seraient utilisés et inclus, et une perspective plus large des opportunités et des défis de l'aviation militaire. Un financement équivalent à 20 millions de dollars a été alloué pour une phase de conception de 2 ans réalisée par les industries aérospatiales turques. Un rapport est en cours d'élaboration et soumis au Premier ministre pour approbation du budget et du cadre de la phase de développement,.

### Saab AB de Suède
En février 2013, des réunions ont eu lieu avec Saab sur instruction du Premier ministre de l'époque Recep Tayyip Erdoğan, et un accord est  signé avec TAI et la société suédoise Saab lors de la visite d'État du président turc de l'époque Abdullah Gül en Suède le 13 mars 2013.
- Saab fournira une assistance à la conception technologique pour le programme turc TF-X.
- TAI a la possibilité d'acheter l'unité de conception d'avions de chasse de Saab.

Mais plus tard, cette idée a été abandonnée et le 8 janvier 2015, le Premier ministre turc Ahmet Davutoğlu a annoncé que le programme TF-X serait une plateforme nationale, totalement indépendante, sans partenariat ni avec la Corée du Sud, ni la Suède, le Brésil ou l'Indonésie.

### Choix de conception

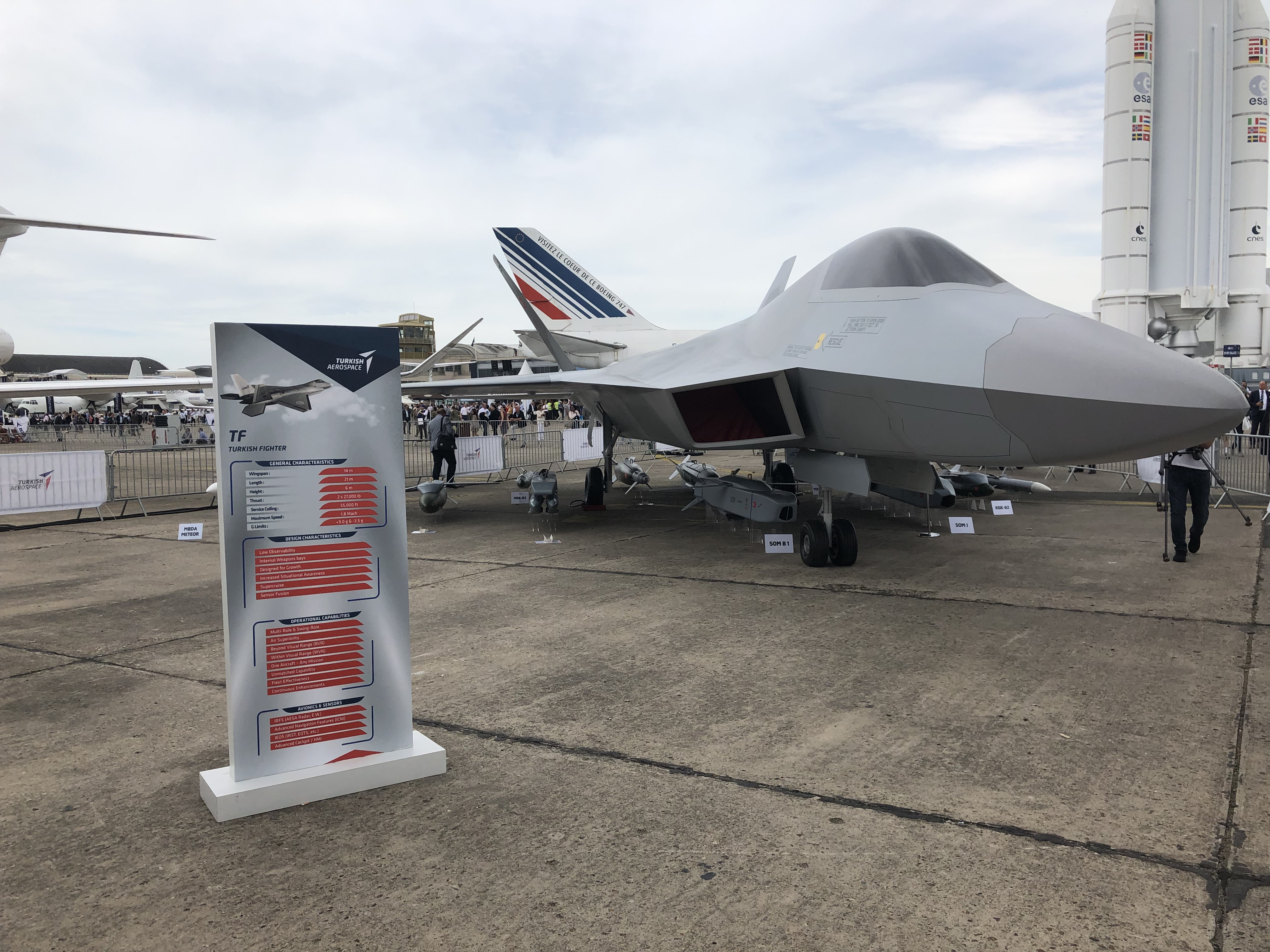
Maquette TAI TF-X (MMU)

En 2015, le TAI a publié trois configurations potentielles de cellule :
- FX-1 : Biréacteur, comme le Lockheed Martin F-22
- FX-5 : Un seul réacteur, comme le General Dynamics F-16
- FX-6 : avec canards et delta à réacteur unique à haute agilité, comme le Saab JAS 39 Gripen.

Le Premier ministre turc Ahmet Davutoğlu a annoncé, le 8 janvier 2015, que le TF-X serait un chasseur biréacteur. Le sous-secrétariat aux industries de la défense a publié son rapport de performance 2016 en Mars 2017, où il a été révélé que la décision finale était de continuer avec la configuration biréacteur FX-1,.

### Appel d'offres
Le 13 mars 2015, le sous-secrétariat turc aux industries de la défense (SSM) a officiellement adressé une demande d'informations aux entreprises turques qui avaient la capacité « d'effectuer de véritables activités de conception, de développement et de production du premier avion de chasse turc à répondre aux besoins des forces armées turques » signalant le lancement officiel du programme. Le contrat de conception et de développement du chasseur a été signé entre le SSM du ministère turc de la Défense nationale. Le 5 août 2016, le SSM a accordé 1,18 milliard de dollars à Turkish Aerospace Industries pour acquérir les technologies et l'infrastructure nécessaires à la conception, aux essais et à la certification de l'avion. Au cours de la même période, une demande de propositions a été publiée pour le réacteur de l'avion, et General Electric, Eurojet et Snecma sont revenus sur ce dossier. Dans le cadre de l'appel d'offres, il a été demandé que l'infrastructure des réacteurs en Turquie soit développée et qu'il s'agisse d'une production nationale aussi longtemps que possible,.

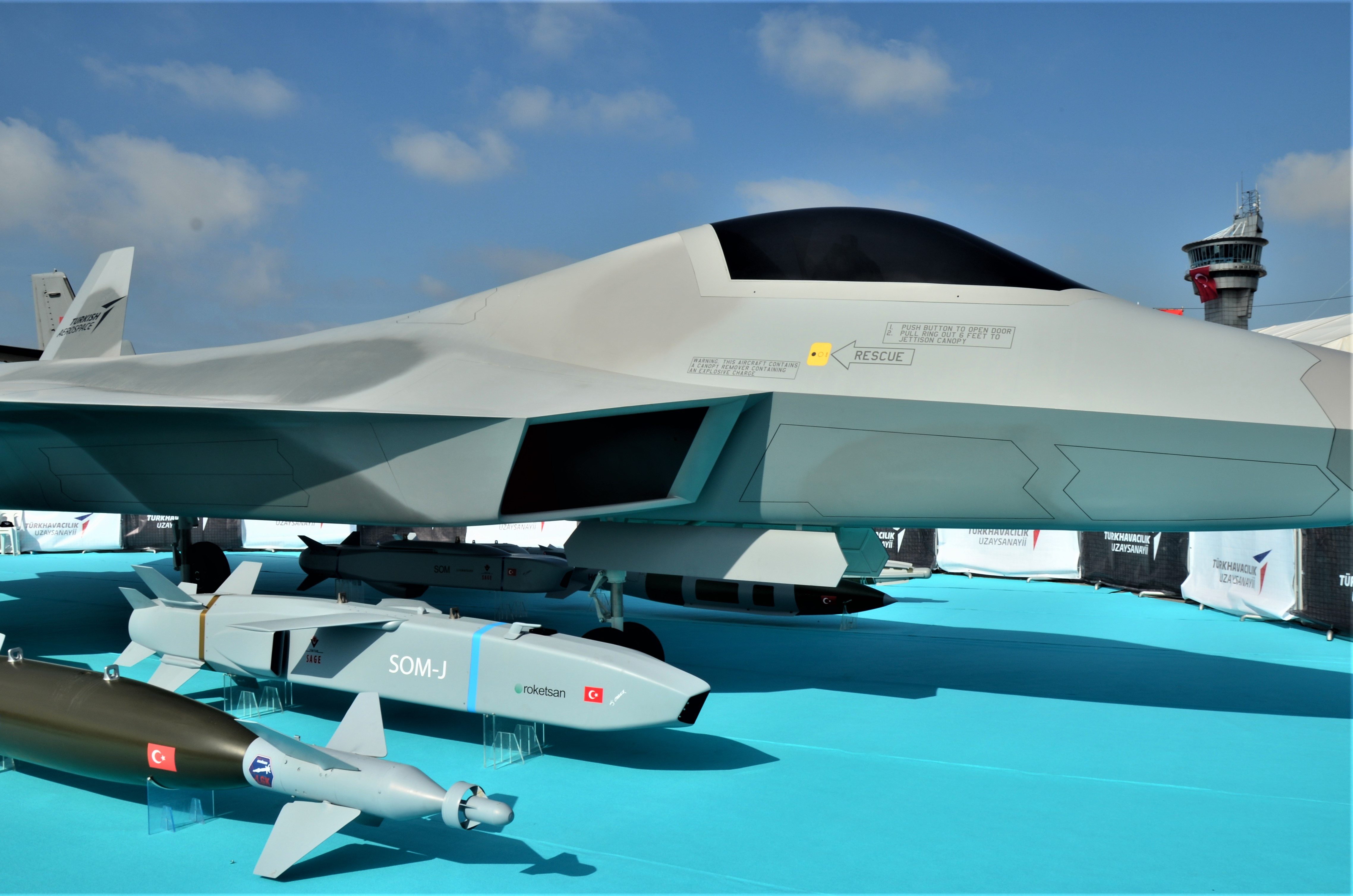
Maquette du TF-X (salon du Bourget 2019).

### Coopération avec BAE Systems
En décembre 2015, le sous-secrétariat turc aux industries de la défense (SSM) a annoncé qu'il avait choisi BAE Systems britannique pour aider à la conception du chasseur de supériorité aérienne de nouvelle génération du pays. Le même jour, Rolls-Royce a proposé le transfert de technologie du réacteur EJ200 et le développement conjoint d'un dérivé pour le programme TF-X. Lors de la visite du Premier ministre du Royaume-Uni Theresa May en Turquie en janvier 2017, BAE Systems et TAI ont signé un accord, d'une valeur d'environ 100 millions de livres sterling, pour que BAE Systems fournisse une assistance technique dans le développement de l'avion. À la suite de l'accord, le Royaume-Uni a délivré une licence d'exportation générale ouverte aux entreprises de défense souhaitant exporter des biens, des logiciels ou des technologies vers la Turquie,,.

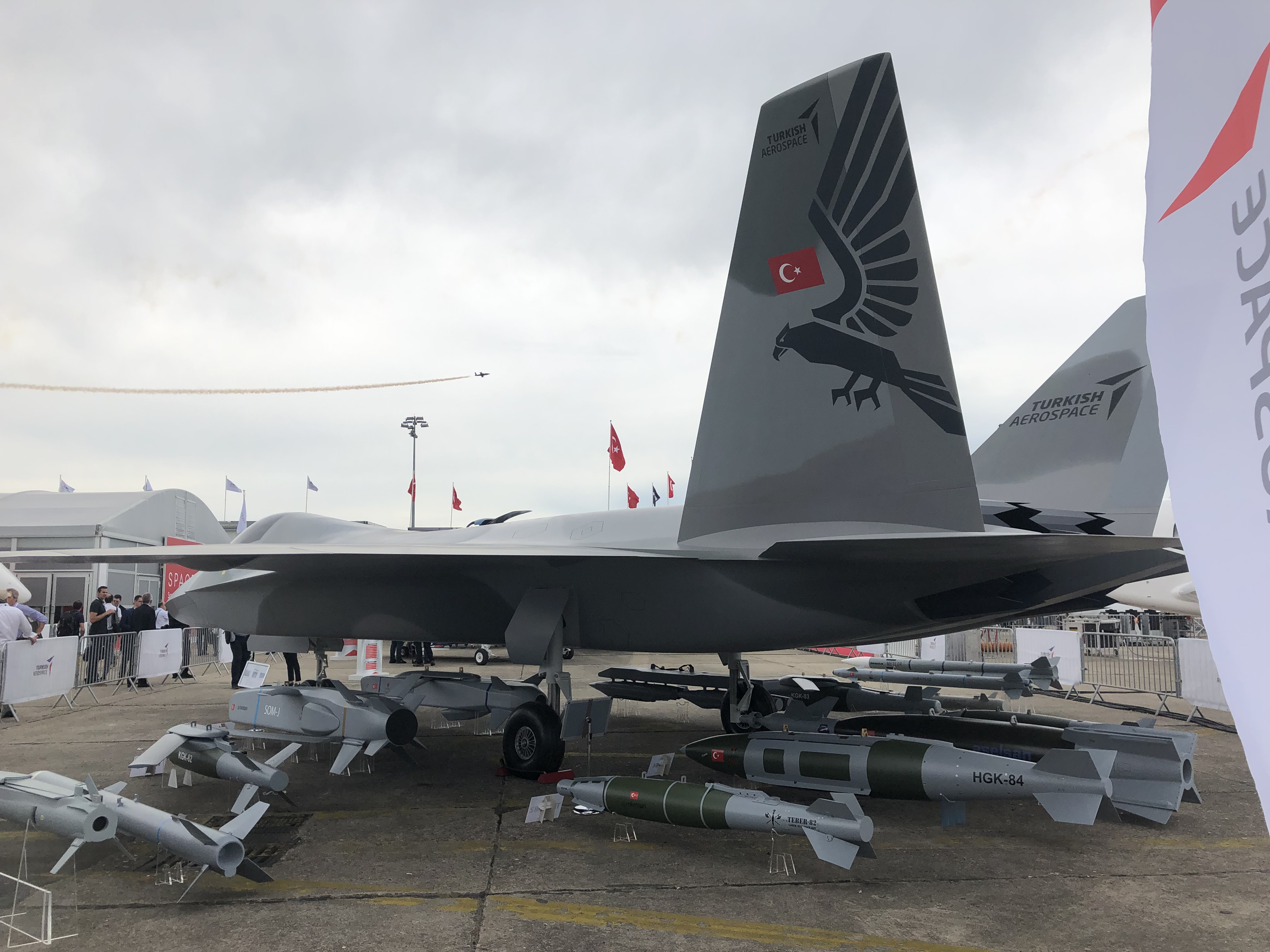
Maquette et caractéristique du TF-X (salon du Bourget 2019).

### Réacteur
Le 20 janvier 2015, l'entreprise turque ASELSAN a annoncé avoir signé un protocole d'accord avec Eurojet, le fabricant du réacteur EJ200 utilisé par l'Eurofighter Typhoon. L'annonce indiquait également qu'un dérivé de l'EJ200 serait utilisé dans le programme TF-X. Les deux sociétés vont en outre collaborer et codévelopper des systèmes logiciels de contrôle moteur et des systèmes de surveillance de la maintenance des réacteurs. Utiliser la capacité de supercroisière. En mai 2017, Rolls-Royce a créé une coentreprise avec le groupe turc Kale pour développer et fabriquer des réacteurs pour le projet. Un autre concurrent est TRMotor Power Systems Inc. créée en avril 2017 par BMC, TAI et SSTEK. Le 8 novembre 2018, TRMotor a signé un protocole d'accord avec la Présidence des industries de défense pour développer un réacteur pour le projet TF-X.,,,,
Bien que General Electric n'ait pas ouvertement manifesté son intérêt pour le projet TF-X, son partenaire local Tusaş Engine Industries (TEI) a annoncé qu'il participerait à la phase de développement du réacteur. Le 11 juin 2018, le directeur général de TEI, Mahmut Faruk Akşit, a déclaré avoir proposé un réacteur mature pour lequel il avait finalisé une proposition commerciale pour l'infrastructure de tests de sous-composants pour le compresseur. Il a souligné l'avantage des réacteurs GE sur ses concurrents en déclarant qu'ils bénéficiaient d'un soutien OEM important alors que la collaboration entre d'autres sociétés n'était pas encore florissante. TEI s'est engagé à soumettre tous les droits intellectuels au gouvernement. En octobre 2018, les médias locaux ont rapporté qu'un nombre inconnu de chasseurs de production initiale seront équipés de réacteurs General Electric F110 jusqu'à Turkish Air Engine Company (TAEC) finalise le réacteur local.
Le 14 mars 2022, Kale et Rolls-Royce ont redémarré le projet du développement d'un réacteur pour le programme TF-X, déclarant que les différends précédents entre les sociétés avaient été résolus et que le premier prototype du TF-X utilisera le réacteur F110.
Le 5 mars 2022, İsmail Demir, sous-secrétaire aux industries de la défense, dans une interview télévisée, Demir a déclaré que le gouvernement négocierait désormais un éventuel accord sur les réacteurs avec Rolls-Royce. "Nous avons eu quelques problèmes [avec Rolls-Royce] auparavant", a-t-il déclaré. "Ceux-ci ont été résolus. Je pense que nous sommes prêts à travailler ensemble."
Au 31 mai 2022, Rolls-Royce ne semble pas encore s'engager dans le développement d'un réacteur indigène pour le programme TAI TF-X car la Turquie a envoyé à Rolls-Royce une demande de propositions et attend toujours l'évaluation et la réponse du motoriste britannique. İsmail Demir, sous-secrétaire aux industries de la défense, a déclaré : "Il est impératif pour nous que le moteur soit produit en Turquie et que la Turquie possède les droits de propriété intellectuelle". Sa déclaration implique que le même différend sur les propriétés intellectuelles du réacteur qui avait précédemment bloqué les négociations entre Rolls-Royce et la Turquie en 2019 soit resté irrésolu.
Au 2 juin 2022, un nombre inconnu de réacteurs General Electric F110 a été livrés à TEI en tant que premier lot conformément à l'accord entre Tusaş Engine Industries (TEI) et General Electric qui comprend la livraison de 10 réacteurs au total.
Le 2 juillet 2022, l'Agence de l'industrie de la défense a publié l'appel d'offres pour le développement national du réacteur à utiliser et İsmail Demir, sous-secrétaire de l'Agence de l'industrie de la défense, a déclaré que TRMotor, qui est une filiale de TEI, a soumis sa proposition et Turkish Air Engine Company (TAEC), consortium de Kale Group et Rolls-Royce, soumettra bientôt son offre,,,.

### Début de la production
Le 4 novembre 2021, la première pièce de MMU a été fabriquée. Temel Kotil, PDG de TAI a déclaré ; « Nous avons réalisé la production de la première partie de notre avion de combat national. Chaque pas que nous faisons pour le projet de survie de notre pays est très significatif et précieux pour nous. Je tiens à remercier tous mes amis avec qui nous avons marché le même chemin en travaillant avec enthousiasme et effort ».

### Carrière
Le premier vol d'une durée de 13 minutes a lieu le 21 février 2024 depuis la base aérienne de Mürted, à 35 km au nord-ouest d’Ankara, avec le pilote d’essais Barbaros Demirbaş aux commandes.

## Conception
Le TF-X est le premier avion de 5ème génération utilisant la technologie de jumeau numérique pour la conception et la production d'avion de chasse.

### Exigences
En juin 2021, l'armée de l'air turque, dans une présentation faite à la presse, a annoncé ses exigences en matière de capacités minimales du TF-X :
- Amélioration de l'aérodynamisme et de la propulsion
- Super croisière
- Rayon de combat suffisant et optimisé
- Capteurs multispectraux avancés et internes (EW et RF/IR)
- Faible observabilité
- Fusion capteur et autonomie
- Amélioration des capacités de liaison de données pour la guerre en réseau
- Armes à distance de haute précision

### Cellule
Hüseyin Yağcı, ingénieur en chef de TAI sur le programme TF-X, a déclaré que les trois conceptions sont optimisées pour une faible densité de section transversale radar, des baies d'armes internes et la capacité de supercroisière, caractéristiques associées avec des avions de chasse de cinquième génération.
L'usine de fuselage de composites de carbone avancés de TAI, chargée de produire des fuselages pour le programme Joint Strike Fighter (F-35) de Lockheed Martin a été chargée de développer un fuselage en composite de carbone avancé pour le TF-X. Le sous-secrétariat turc aux industries de la défense (SSM) a également lancé un appel d'offres pour le développement d'un nouveau composite de carbone plus léger thermoplastique pour le fuselage du TF-X.,

### Radar et capteurs
Aselsan développe actuellement un radar actif à balayage électronique avancé qui utilisera la technologie nitrure de gallium (GaN) pour le programme TF-X.
Il intégrera un casque spécifique pour le pilote, le casque d’Aselsan TULGAR.

### Avionique et équipement
Le TF-X sera intégré aux drones d'accompagnement (très probablement le TAI Anka) via des connexions de liaison de données cryptées. L'avion utilisera probablement des variantes améliorées d'un système d'avertissement radar d'Aselsan (RWR), un système d'alerte de missile (MWS), un système d'alerte laser (LWS), de gestion des paillettes et des fusées éclairantes, un système de distribution et système de brouillage basé sur la mémoire de radiofréquence numérique (DRFM), qui sont déjà déployés avec les autres plates-formes aériennes,.

### Propulsion
Les prototypes seront équipés de réacteurs General Electric F110 jusqu'à ce que le réacteur TAEC, une joint venture entre le turc KALE et le britannique Rolls-Royce, soit terminé et prêt. Ismail Demir a également déclaré qu'en plus de ces deux réacteurs, un réacteur alternatif est trouvé dans un pays non divulgué.

### Variante biplace
TAI a annoncé qu'une variante à double siège sera développée pour le TF-X. L'objectif est d'utiliser la capacité MUM-T (Manned Unmanned Teaming) du TF-X avec une efficacité maximale. Avec le siège supplémentaire, le pilote à l'arrière pourra coordonner et gérer des drones comme le Bayraktar Kızılelma & Bayraktar TB2.

## Caractéristiques générales

### Spécifications techniques
- Equipage : 1
- Longueur : 21 mètres (68,8976379 pi)
- Hauteur : 6 mètres (19,6850394 pi)
- Envergure : 14 mètres (45,9317586 pi)
- Propulsion : 2 ×  General Electric F110-GE-129 postcombustion turbofan
  - Propulsion sans postcombustion : 2 × 17 155 livres-force (76 kN)
  - Propulsion avec Postcombustion : 2 × 29 400 livres-force (131 kN)
- Vitesse maximum : Mach 1,8
- Plafond de service : 55 000 pieds (16 764 m)
- Limite G : +9g / -3,5g
- Système RF intégré de radar AESA natif d'ASELSAN (BURFIS)
- SAR (système radar à ouverture synthétique)
- Capteur IRST (recherche et suivi infrarouges)
- EOTS (Système de ciblage électro-optique)
- Système de visée monté sur casque
- Fonctions de navigation avancées (ICNI)
- MUM-T Interface homme-machine
- Systèmes électro-optiques intégrés (IEOS)
- Guerre électronique

#### Armement
- Missile air-air :
  -     - Programme de missiles GÖKTUĞ :
      - Gökdoğan (Peregrine) BVR
      - Gökhan (BVRAAM)
      - Akdoğan (Peregrine) BVR
      - Bozdoğan (Merlin) courte portée

    - MBDA Meteor

- Missile air-sol :
  -     - Missile de croisière SOM (variantes B1, B2 et J)
    - KUZGUN-TJ, Propulsé par turboréacteur Missile air-sol
    - KUZGUN-KY, Combustible solide propulsé par fusée Missile air-sol
    - KUZGUN-ER,  Propulsé par un turboréacteur, Missile air-sol (Selon TUBITAK-SAGE, ce missile sera équivalent du missile Penguin.)[42]
    - KUZGUN-EW, KUZGUN-EW sera capable de transporter une charge utile EW miniaturisée qui agira comme un brouilleur de secours et supprimera les défenses aériennes ennemies pour augmenter considérablement la capacité de survie des avions de l'armée de l'air turque[42].
    - AKBABA, Air-sol, Missile anti-radar
    - famille de missiles ROKETSAN ÇAKIR, anti-navire, air-sol, missile de croisière sol-sol[43].
    - MBDA LANCE-3

- Armement air-sol :
  -     - Teber-81 (bombe Mark 81 avec kit de guidage laser de Roketsan
    - HGK-82 (bombe Mark 82 avec kit de guidage laser de TUBITAK-SAGE
    - KGK-82 (bombe Mark 82 avec kit de guidage assisté par aile de TUBITAK-SAGE
    - Teber-82 (bombe Mark 82 avec kit de guidage laser Roketsan
    - HGK-83 (bombe Mark 83 avec kit de guidage de précision de TUBITAK-SAGE
    - KGK-83 (bombe Mark 83 avec kit de guidage assisté par aile de TUBITAK-SAGE
    - HGK-84 (bombe Mark 84 avec Kit de guidage de précision de TUBITAK-SAGE
    - LHGK-84 (bombe Mark 84 avec kit de guidage sensible au laser de TUBITAK-SAGE
    - SARB-83, Bunker buster
    - NEB-84, Bunker buster
    - MAM (Smart Micro Munition) (variante MAM-T)
    - KUZGUN-SS, bombe planante
    - Bombe miniature ASELSAN